# Feračová
Feračová je potok na horní Oravě, v nejjižnější části okresu Námestovo. Je to levostranný přítok Hruštínky, měří 3,8 km a je tokem V. řádu.

## Pramen
Pramení v Oravské Maguře, v podcelku Paráč, na severním svahu Bzinské hole (1 194,6 m n. m.) v nadmořské výšce přibližně 1 160 m n. m..

## Popis toku
Na horním toku teče východním směrem, zprava přibírá přítok z východního svahu Bzinské hole. Dále přibírá zleva přítok z jižního svahu Držatína (1 136,0 m n. m.), dva krátké přítoky z lokality Zadný Držatín a také přítok z jižního svahu Magurky (1 128,2 m n. m.). Následně se esovitě stáčí, pokračuje severojižním směrem, zprava přibírá přítok z jihovýchodního svahu Bzinské hole a na dolním toku se stáčí na východ. Do Hruštínky ústí v nadmořské výšce cca 807 m n. m.. jihozápadně od obce Hruštín v neobydlené oblasti.